# Rallye de Suède 2018
Le Rallye de Suède 2018 est le 2e rallye du Championnat du monde des rallyes 2018. Il se déroule du 15 au 18 février 2018 sur 19 épreuves spéciales. La neige est cette année présente en abondance sur le parcours. Il est remporté par le duo Thierry Neuville et Nicolas Gilsoul. C'est la troisième fois qu'un pilote non nordique remporte l'épreuve, après les français Sébastien Loeb et Sébastien Ogier.

## Engagés
| no                                                                     | Engagé                      | Pilote                   | Copilote               | Voiture               | Pneus |
| ---------------------------------------------------------------------- | --------------------------- | ------------------------ | ---------------------- | --------------------- | ----- |
| Engagés WRC                                                            |                             |                          |                        |                       |       |
| 1                                                                      | M-Sport Ford WRT            | Sébastien Ogier          | Julien Ingrassia       | Ford Fiesta WRC       | M     |
| 2                                                                      | M-Sport Ford WRT            | Elfyn Evans              | Daniel Barritt         | Ford Fiesta WRC       | M     |
| 3                                                                      | M-Sport Ford WRT            | Teemu Suninen            | Mikko Markkula         | Ford Fiesta WRC       | M     |
| 4                                                                      | Hyundai Shell Mobis WRT     | Andreas Mikkelsen        | Anders Jæger-Synnevaag | Hyundai i20 Coupe WRC | M     |
| 5                                                                      | Hyundai Shell Mobis WRT     | Thierry Neuville         | Nicolas Gilsoul        | Hyundai i20 Coupe WRC | M     |
| 6                                                                      | Hyundai Shell Mobis WRT     | Hayden Paddon            | Sebastian Marshall     | Hyundai i20 Coupe WRC | M     |
| 7                                                                      | Toyota Gazoo Racing WRT     | Jari-Matti Latvala       | Miikka Anttila         | Toyota Yaris WRC      | M     |
| 8                                                                      | Toyota Gazoo Racing WRT     | Ott Tänak                | Martin Järveoja        | Toyota Yaris WRC      | M     |
| 9                                                                      | Toyota Gazoo Racing WRT     | Esapekka Lappi           | Janne Ferm             | Toyota Yaris WRC      | M     |
| 10                                                                     | Citroën Total Abu Dhabi WRT | Kris Meeke               | Paul Nagle             | Citroën C3 WRC        | M     |
| 11                                                                     | Citroën Total Abu Dhabi WRT | Craig Breen              | Scott Martin           | Citroën C3 WRC        | M     |
| 12                                                                     | Citroën Total Abu Dhabi WRT | Mads Østberg             | Torstein Eriksen       | Citroën C3 WRC        | M     |
| 14                                                                     | Henning Solberg             | Henning Solberg          | Cato Menkerud          | Ford Fiesta WRC       | M     |
| 21                                                                     | Yazeed Racing               | Yazeed Al Rajhi          | Michael Orr            | Ford Fiesta RS WRC    | M     |
| Engagés WRC-2                                                          |                             |                          |                        |                       |       |
| 31                                                                     | Škoda Motorsport            | Pontus Tidemand          | Jonas Andersson        | Škoda Fabia R5 (en)   | M     |
| 32                                                                     | Škoda Motorsport            | Ole Christian Veiby      | Stig Rune Skjærmoen    | Škoda Fabia R5 (en)   | M     |
| 33                                                                     | Printsport                  | Łukasz Pieniążek         | Przemysław Mazur       | Škoda Fabia R5 (en)   | M     |
| 34                                                                     | Hyundai Motorsport          | Jari Huttunen            | Antti Linnaketo        | Hyundai i20 R5        | M     |
| 35                                                                     | Tommi Mäkinen Racing        | Hiroki Arai              | Glenn MacNeall         | Ford Fiesta R5        | P     |
| 36                                                                     | Tommi Mäkinen Racing        | Takamoto Katsuta         | Marko Salminen         | Ford Fiesta R5        | P     |
| 38                                                                     | S.A. Motorsport Italia Srl  | Umberto Scandola         | Andrea Gaspari         | Škoda Fabia R5 (en)   | D     |
| 39                                                                     | TAIF Motorsport             | Radik Shaymiev           | Maxim Tsvetkov         | Ford Fiesta R5        | P     |
| 40                                                                     | Kevin Abbring               | Kevin Abbring            | Pieter Tsjoen          | Ford Fiesta R5        | P     |
| 41                                                                     | Fredrik Åhlin               | Fredrik Åhlin            | Joakim Sjöberg         | Škoda Fabia R5 (en)   | D     |
| 42                                                                     | Mattias Adielsson           | Mattias Adielsson        | Andreas Johansson      | Škoda Fabia R5 (en)   | P     |
| 43                                                                     | Toksport World Rally Team   | Janne Tuohino            | Reeta Hämäläinen       | Škoda Fabia R5 (en)   | P     |
| 44                                                                     | Lars Stugemo                | Lars Stugemo             | Kalle Lexe             | Škoda Fabia R5 (en)   | P     |
| 45                                                                     | Toksport World Rally Team   | Jarmo Berg               | Rami Suorsa            | Škoda Fabia R5 (en)   | P     |
| 46                                                                     | Gianluca Linari             | Gianluca Linari          | Nicola Arena           | Ford Fiesta R5        | P     |
| Engagés WRC-3 éligibles au championnat du monde des rallyes Junior     |                             |                          |                        |                       |       |
| 61                                                                     | Emil Bergkvist              | Emil Bergkvist           | Ola Fløene             | Ford Fiesta R2T       | P     |
| 62                                                                     | Terry Folb                  | Terry Folb               | Christopher Guieu      | Ford Fiesta R2T       | P     |
| 63                                                                     | Denis Rådström              | Denis Rådström           | Johan Johansson        | Ford Fiesta R2T       | P     |
| 65                                                                     | OT Racing                   | Ken Torn                 | Kuldar Sikk            | Ford Fiesta R2T       | P     |
| 66                                                                     | ADAC Sachsen                | Julius Tannert           | Jürgen Heigl           | Ford Fiesta R2T       | P     |
| 67                                                                     | Callum Devine               | Callum Devine            | Keith Moriarty         | Ford Fiesta R2T       | P     |
| 68                                                                     | David Holder                | David Holder             | Jason Farmer           | Ford Fiesta R2T       | P     |
| 69                                                                     | Jean-Baptiste Franceschi    | Jean-Baptiste Franceschi | Romain Courbon         | Ford Fiesta R2T       | P     |
| 70                                                                     | ACI Team Italia             | Luca Bottarelli          | Manuel Fenoli          | Ford Fiesta R2T       | P     |
| 71                                                                     | Théo Chalal                 | Théo Chalal              | Jacques-Julien Renucci | Ford Fiesta R2T       | P     |
| 72                                                                     | Tom Williams                | Tom Williams             | Phil Hall              | Ford Fiesta R2T       | P     |
| 73                                                                     | Emilio Fernández            | Emilio Fernández         | Joaquin Riquelme       | Ford Fiesta R2T       | P     |
| 74                                                                     | Enrico Oldrati              | Enrico Oldrati           | Danilo Fappani         | Ford Fiesta R2T       | P     |
| Engagés WRC-3 non éligibles au championnat du monde des rallyes Junior |                             |                          |                        |                       |       |
| 75                                                                     | Go+Cars Atlas Ward          | Yuriy Protasov           | Pavlo Cherepin         | Citroën DS3 R3T       | M     |
| 76                                                                     | Taisko Lario                | Taisko Lario             | Tatu Hämäläinen        | Peugeot 208 R2        | M     |
| Autres engagés majeurs                                                 |                             |                          |                        |                       |       |
| 81                                                                     | Tommi Mäkinen Racing        | Jarkko Nikara            | Sayaka Adachi          | Ford Fiesta R5        | M     |
| 83                                                                     | M-Sport                     | Nil Solans               | Miquel Ibáñez Sotos    | Ford Fiesta R5        |       |
| 102                                                                    | Johan Kristoffersson        | Johan Kristoffersson     | Patrik Barth           | Škoda Fabia R5 (en)   | TBA   |
| Source:,                                                               |                             |                          |                        |                       |       |

## Déroulement de l’épreuve

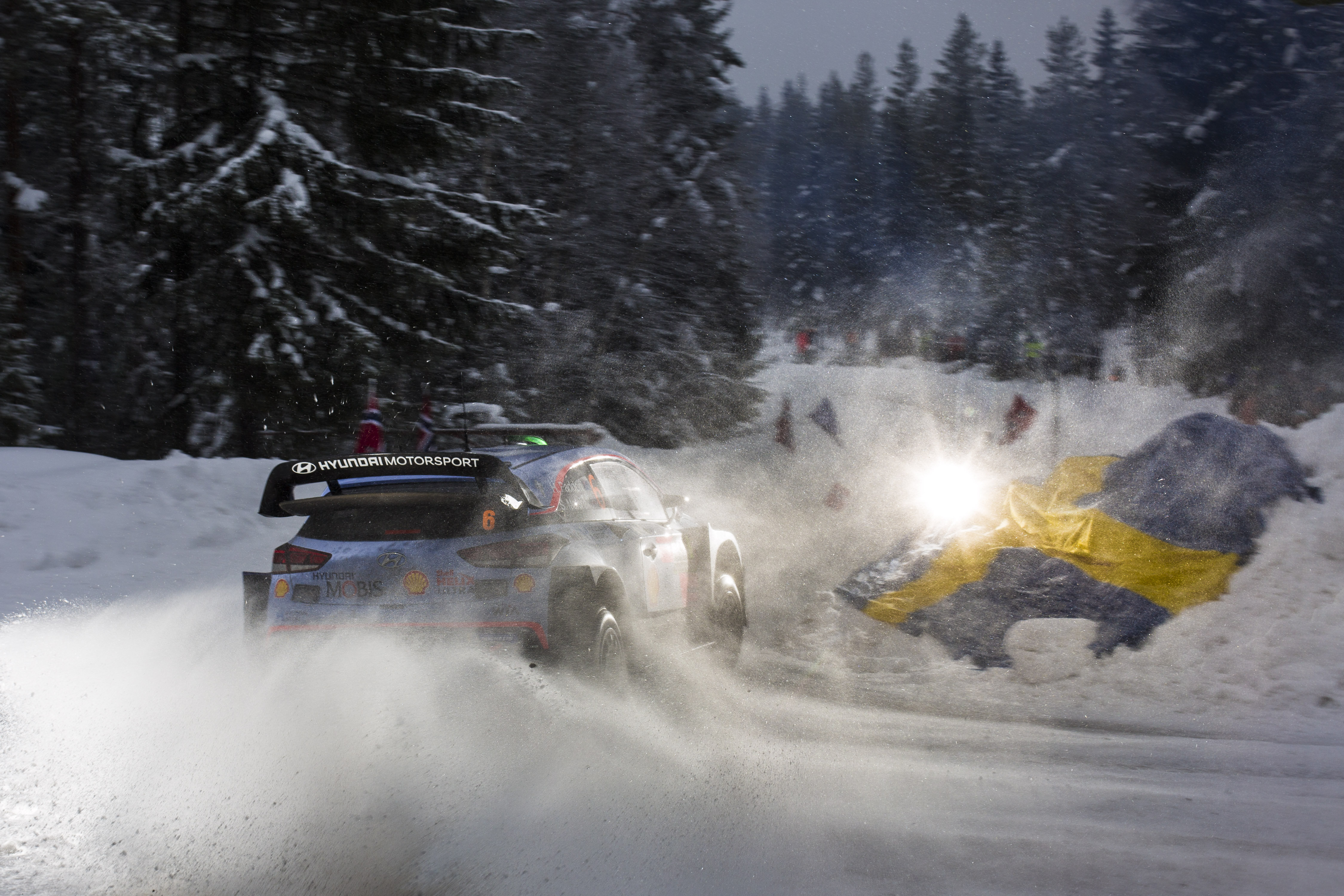
La neige est présente à profusion sur le parcours.

Contrairement aux dernières éditions, la neige est présente en abondance sur le parcours du rallye. Ce dernier débute le jeudi soir par l'habituelle courte spéciale disputée sur l'hippodrome de Karlstad et remportée par Ott Tänak.
La journée de vendredi propose deux boucles identiques de trois spéciales disputées l'une le matin et l'autre l’après-midi, avec en conclusion un premier passage dans Torsby où se disputera la Power stage dimanche. Ott Tänak signe le meilleur temps d'entrée, mais c'est Thierry Neuville qui fait la meilleure impression en s'adjugeant l'ES3 avec plus de 10 s d'avance sur l'estonien, lui ravissant ainsi la tête de l'épreuve. La dernière spéciale de la matinée est remportée par Andreas Mikkelsen, si bien qu'à la pause, le norvégien est deuxième à 3 s 7 de Neuville, le finlandais Esapekka Lappi complétant le podium provisoire à 5 s 3. Surtout, le meneur au championnat Sébastien Ogier est relégué à 47 s 7, en difficulté à cause de sa position d'ouvreur qui l'oblige à affronter l’épaisse couche de poudreuse qui recouvre les pistes.
L'après-midi débute avec un scratch d'Hayden Paddon, puis sourit au pilote Craig Breen qui s'adjuge l'ES6, où Lappi a perdu plus de 30 secondes en restant coincé dans un mur de neige, et l'ES7. C'est en revanche la soupe à la grimace pour Sébastien Ogier, qui a concédé une minute lors des deux premières spéciales et 50 s 9 rien que sur l'ES7 ! Ceci s'explique par le fait que le français se débat avec les conditions neigeuses mais de plus avec les traces non adaptées laissées par les voitures des catégories inférieures lors des passages matinaux. Ainsi, à la fin de la journée, Ogier est 12e à près de trois minutes du meneur Neuville. Ce dernier emmène un triplé Hyundai, ses coéquipiers Mikkelsen et Paddon étant 2e et 3e à respectivement 4 s 9 et 12 s 1. Le top 5 est complété par les pilotes Citroën Craig Breen et Mads Østberg. Ott Tänak et Jari-Matti Latvala, qui suivaient Ogier dans l'ordre des départs, ont eux aussi souffert et pointent tous les deux à plus d'une minute.

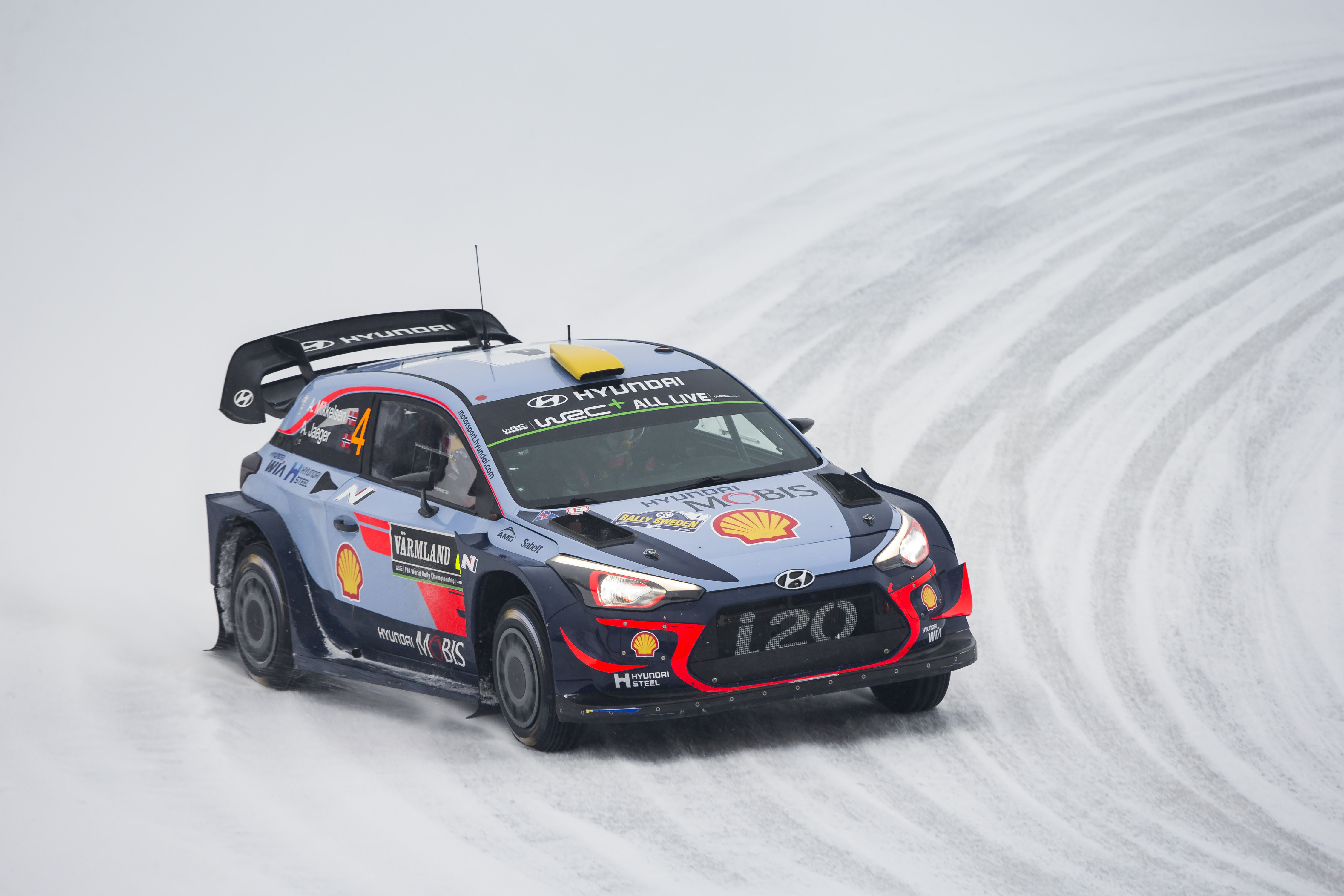
Andreas Mikkelsen, ici durant le rallye qu'il termine 3e.

La journée de samedi est elle aussi composée de deux boucles identiques de trois spéciales, auxquelles s'ajoutent à la fin deux courtes spéciales. Ott Tänak, loin au général, signe le meilleur temps des deux premières spéciales. Pendant ce temps, Thierry Neuville connaît des soucis avec sa palette de changement de vitesse. Cependant, il reste leader car ses coéquipiers n'ont pas plus de réussite puisque Mikkelsen perd près de 20 s dans l'ES10 alors que Paddon a lui aussi perdu du temps en restant coincé à l'intérieur d'une épingle. Ses soucis réglés, le belge remporte la 11e spéciale, si bien qu'il est toujours premier à la pause, tandis que Mikkelsen a reculé à la troisième place à 17 s 6, la deuxième étant désormais occupée par Craig Breen qui n’est qu'à 5 s 9 de Neuville. D'ailleurs, l'irlandais poursuit sur sa lancée en signant d'entrée un scratch et en se rapprochant à 4 s 6. Mais Neuville s'adjuge les deux spéciales suivantes et la dernière de la journée, si bien que samedi soir, le belge mène avec 22 s 7 d'avance sur Breen et 32 s 0 sur Mikkelsen. L'après-midi a néanmoins été moins limpide pour d'autres concurrents. Mads Østberg a perdu beaucoup de temps, peu en confiance avec l'équilibre de sa voiture. Son coéquipier Kris Meeke a lui tapé un mur de neige et a ensuite offert une situation peu courante. En effet, il a pu repartir mais au ralenti, si bien qu'Ott Tänak l'a rattrapé et en voulant le dépasser, ce dernier l’a percuté et est sorti de la route. L'estonien a perdu deux minutes dans l'affaire, tandis que Meeke a fini par abandonner. Ces péripéties permettent à Sébastien Ogier de pointer 10e à la fin de la journée.
Vient alors l’ultime journée du rallye, avec au programme deux passages dans la spéciale de Likenäs puis la super spéciale. Les Toyota dominent avec la première spéciale glanée par Tänak et les deux dernières remportées par Esapekka Lappi, qui remonte ainsi à la quatrième place au général et empoche les cinq points de la dernière spéciale. Sébastien Ogier la termine deuxième et prend quatre points, grâce à un coup stratégique : il s'est présenté en retard au départ afin de profiter d'une position plus favorable puis a bénéficié d'une pénalité volontairement encaissée par son coéquipier Elfyn Evans pour rester à la 10e place. Surtout, Thierry Neuville, copiloté par Nicolas Gilsoul, remporte son septième rallye WRC avec 19 s 8 d'avance sur Craig Breen et 28 s 3 sur Andreas Mikkelsen. Il est le troisième pilote non nordique à remporter l'épreuve, après les français Sébastien Loeb et Sébastien Ogier. Le pilote belge en profite aussi pour prendre la tête du championnat aux dépens de ce dernier. À noter en WRC-2 la victoire du japonais Takamoto Katsuta et en WRC-3 le succès du local Denis Rådström.

## Résultats

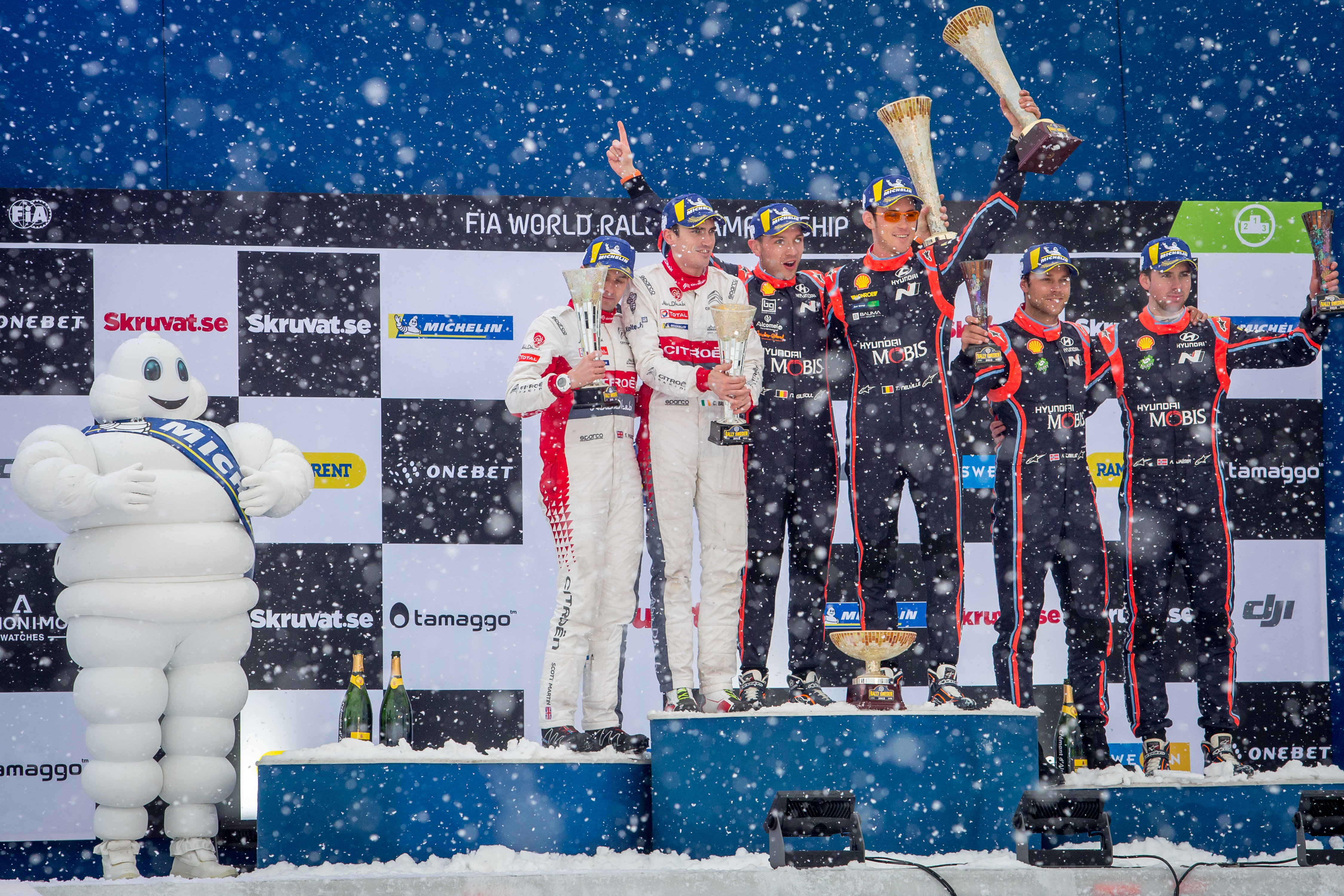
Le podium à la fin du rallye.

### Classement final
| Position           | Position | No. | Pilote                   | Copilote            | Équipe                      | Voiture               | Temps             | Diff.          | Points |
| Pos.               | Cla.     | No. | Pilote                   | Copilote            | Équipe                      | Voiture               | Temps             | Diff.          | Points |
| ------------------ | -------- | --- | ------------------------ | ------------------- | --------------------------- | --------------------- | ----------------- | -------------- | ------ |
| Classement général |          |     |                          |                     |                             |                       |                   |                |        |
| 1                  | 1        | 5   | Thierry Neuville         | Nicolas Gilsoul     | Hyundai Shell Mobis WRT     | Hyundai i20 Coupe WRC | 2 h 52 min 13 s 1 | 0 s 0          | 27     |
| 2                  | 2        | 11  | Craig Breen              | Scott Martin        | Citroën Total Abu Dhabi WRT | Citroën C3 WRC        | 2 h 52 min 32 s 9 | +19 s 8        | 18     |
| 3                  | 3        | 4   | Andreas Mikkelsen        | Anders Jæger        | Hyundai Shell Mobis WRT     | Hyundai i20 Coupe WRC | 2 h 52 min 41 s 4 | +28 s 3        | 18     |
| 4                  | 4        | 9   | Esapekka Lappi           | Janne Ferm          | Toyota Gazoo Racing WRT     | Toyota Yaris WRC      | 2 h 52 min 58 s 9 | +45 s 8        | 17     |
| 5                  | 5        | 6   | Hayden Paddon            | Sebastian Marshall  | Hyundai Shell Mobis WRT     | Hyundai i20 Coupe WRC | 2 h 53 min 07 s 5 | +54 s 4        | 10     |
| 6                  | 6        | 12  | Mads Østberg             | Torstein Eriksen    | Citroën Total Abu Dhabi WRT | Citroën C3 WRC        | 2 h 53 min 28 s 4 | +1 min 15 s 3  | 8      |
| 7                  | 7        | 7   | Jari-Matti Latvala       | Miikka Anttila      | Toyota Gazoo Racing WRT     | Toyota Yaris WRC      | 2 h 54 min 18 s 0 | +2 min 04 s 9  | 6      |
| 8                  | 8        | 3   | Teemu Suninen            | Mikko Markkula      | M-Sport Ford WRT            | Ford Fiesta WRC       | 2 h 55 min 05 s 3 | +2 min 52 s 2  | 4      |
| 9                  | 9        | 8   | Ott Tänak                | Martin Järveoja     | Toyota Gazoo Racing WRT     | Toyota Yaris WRC      | 2 h 55 min 57 s 5 | +3 min 44 s 4  | 3      |
| 10                 | 10       | 1   | Sébastien Ogier          | Julien Ingrassia    | M-Sport Ford WRT            | Ford Fiesta WRC       | 3 h 00 min 58 s 5 | +8 min 45 s 4  | 5      |
| WRC-2              |          |     |                          |                     |                             |                       |                   |                |        |
| 12                 | 1        | 35  | Takamoto Katsuta         | Marko Salminen      | Tommi Mäkinen Racing        | Ford Fiesta R5        | 3 h 01 min 27 s 5 | 0 s 0          | 25     |
| 13                 | 2        | 31  | Pontus Tidemand          | Jonas Andersson     | Škoda Motorsport            | Škoda Fabia R5 (en)   | 3 h 01 min 32 s 0 | +4 s 5         | 18     |
| 14                 | 3        | 32  | Ole Christian Veiby      | Stig Rune Skjærmoen | Škoda Motorsport            | Škoda Fabia R5 (en)   | 3 h 01 min 58 s 0 | +30 s 5        | 15     |
| 15                 | 4        | 42  | Mattias Adielsson        | Andreas Johansson   | Mattias Adielsson           | Škoda Fabia R5 (en)   | 3 h 03 min 16 s 8 | +1 min 49 s 3  | 12     |
| 16                 | 5        | 43  | Janne Tuohino            | Reeta Hämäläinen    | Toksport World Rally Team   | Škoda Fabia R5 (en)   | 3 h 03 min 57 s 4 | +2 min 29 s 9  | 10     |
| 18                 | 6        | 34  | Jari Huttunen            | Antti Linnaketo     | Hyundai Motorsport          | Hyundai i20 R5        | 3 h 06 min 29 s 6 | +5 min 02 s 6  | 8      |
| 20                 | 7        | 36  | Hiroki Arai              | Glenn MacNeall      | Tommi Mäkinen Racing        | Ford Fiesta R5        | 3 h 09 min 07 s 7 | +7 min 40 s 2  | 6      |
| 28                 | 8        | 44  | Lars Stugemo             | Kalle Lexe          | Lars Stugemo                | Škoda Fabia R5 (en)   | 3 h 21 min 17 s 8 | +19 min 50 s 3 | 4      |
| 38                 | 9        | 33  | Łukasz Pieniążek         | Przemysław Mazur    | Printsport                  | Škoda Fabia R5 (en)   | 3 h 27 min 33 s 7 | +26 min 06 s 2 | 2      |
| 46                 | 10       | 45  | Jarmo Berg               | Rami Suorsa         | Toksport World Rally Team   | Škoda Fabia R5 (en)   | 3 h 36 min 39 s 9 | +35 min 12 s 4 | 1      |
| WRC-3              |          |     |                          |                     |                             |                       |                   |                |        |
| 23                 | 1        | 63  | Denis Rådström           | Johan Johansson     | Denis Rådström              | Ford Fiesta R2T       | 3 h 16 min 26 s 0 | 0 s 0          | 25     |
| 24                 | 2        | 61  | Emil Bergkvist           | Ola Fløene          | Emil Bergkvist              | Ford Fiesta R2T       | 3 h 16 min 33 s 3 | +7 s 3         | 18     |
| 27                 | 3        | 66  | Julius Tannert           | Jürgen Heigl        | ADAC Sachsen                | Ford Fiesta R2T       | 3 h 21 min 09 s 2 | +4 min 43 s 2  | 15     |
| 29                 | 4        | 69  | Jean-Baptiste Franceschi | Romain Courbon      | Jean-Baptiste Franceschi    | Ford Fiesta R2T       | 3 h 21 min 18 s 7 | +4 min 52 s 7  | 12     |
| 31                 | 5        | 62  | Terry Folb               | Christopher Guieu   | Terry Folb                  | Ford Fiesta R2T       | 3 h 21 min 20 s 2 | +4 min 54 s 2  | 10     |
| 33                 | 6        | 75  | Yuriy Protasov           | Pavlo Cherepin      | Go+Cars Atlas Ward          | Citroën DS3 R3T       | 3 h 22 min 49 s 1 | +6 min 23 s 1  | 8      |
| 34                 | 7        | 67  | Callum Devine            | Keith Moriarty      | Callum Devine               | Ford Fiesta R2T       | 3 h 22 min 53 s 9 | +6 min 27 s 9  | 6      |
| 37                 | 8        | 76  | Taisko Lario             | Tatu Hämäläinen     | Taisko Lario                | Peugeot 208 R2        | 3 h 27 min 03 s 3 | +10 min 37 s 3 | 4      |
| 42                 | 9        | 73  | Emilio Fernández         | Joaquin Riquelme    | Emilio Fernández            | Ford Fiesta R2T       | 3 h 31 min 28 s 1 | +15 min 02 s 1 | 2      |
| 43                 | 10       | 70  | Luca Bottarelli          | Manuel Fenoli       | ACI Team Italia             | Ford Fiesta R2T       | 3 h 32 min 09 s 9 | +15 min 43 s 9 | 1      |
| WRC Junior         |          |     |                          |                     |                             |                       |                   |                |        |
| 23                 | 1        | 63  | Denis Rådström           | Johan Johansson     | Denis Rådström              | Ford Fiesta R2T       | 3 h 16 min 26 s 0 | 0 s 0          | 25     |
| 24                 | 2        | 61  | Emil Bergkvist           | Ola Fløene          | Emil Bergkvist              | Ford Fiesta R2T       | 3 h 16 min 33 s 3 | +7 s 3         | 18     |
| 27                 | 3        | 66  | Julius Tannert           | Jürgen Heigl        | ADAC Sachsen                | Ford Fiesta R2T       | 3 h 21 min 09 s 2 | +4 min 43 s 2  | 15     |
| 29                 | 4        | 69  | Jean-Baptiste Franceschi | Romain Courbon      | Jean-Baptiste Franceschi    | Ford Fiesta R2T       | 3 h 21 min 18 s 7 | +4 min 52 s 7  | 12     |
| 31                 | 5        | 62  | Terry Folb               | Christopher Guieu   | Terry Folb                  | Ford Fiesta R2T       | 3 h 21 min 20 s 2 | +4 min 54 s 2  | 10     |
| 34                 | 6        | 67  | Callum Devine            | Keith Moriarty      | Callum Devine               | Ford Fiesta R2T       | 3 h 22 min 53 s 9 | +6 min 27 s 9  | 8      |
| 42                 | 7        | 73  | Emilio Fernández         | Joaquin Riquelme    | Emilio Fernández            | Ford Fiesta R2T       | 3 h 31 min 28 s 1 | +15 min 02 s 1 | 6      |
| 43                 | 8        | 70  | Luca Bottarelli          | Manuel Fenoli       | ACI Team Italia             | Ford Fiesta R2T       | 3 h 32 min 09 s 9 | +15 min 43 s 9 | 4      |
| 45                 | 9        | 68  | David Holder             | Jason Farmer        | David Holder                | Ford Fiesta R2T       | 3 h 35 min 42 s 7 | +19 min 16 s 7 | 2      |
| 51                 | 10       | 72  | Tom Williams             | Phil Hall           | Tom Williams                | Ford Fiesta R2T       | 4 h 05 min 11 s 2 | +48 min 45 s 2 | 1      |
| Source:            |          |     |                          |                     |                             |                       |                   |                |        |

### Spéciales chronométrées

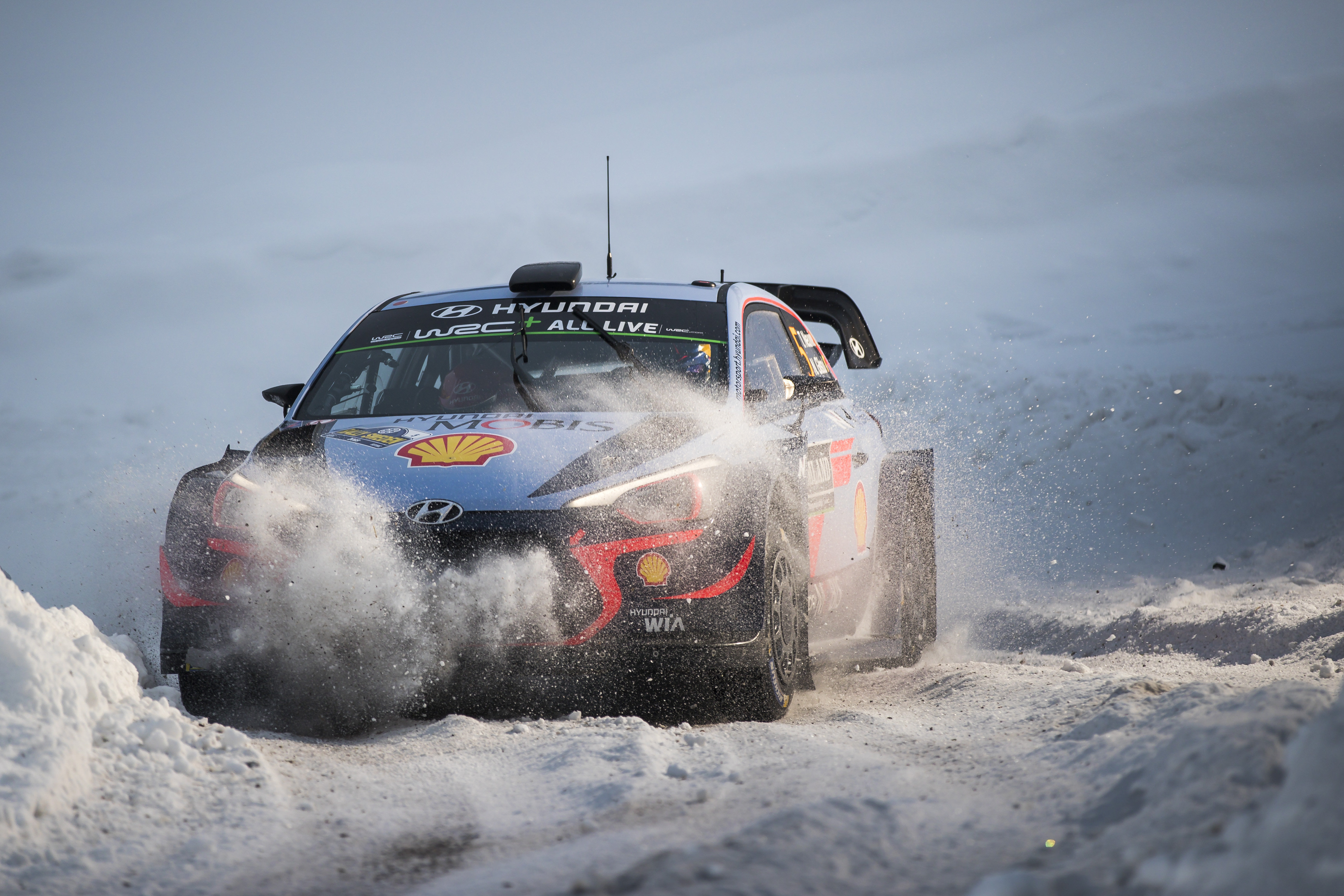
Thierry Neuville, ici durant le rallye, a mené ce dernier de la 3e spéciale à la fin.

| WRC        |          |                           |          |                                |                                    |               |                               |
| Jour       | Spéciale | Nom                       | Longueur | Vainqueur                      | Voiture                            | Temps         | Meneur                        |
| 15 février | —        | Skalla [Shakedown]        | 6,86 km  | Thierry Neuville               | Hyundai i20 Coupe WRC              | 4 min 17 s 3  | NC                            |
| 15 février | SS1      | SSS Karlstad 1            | 1,9 km   | Ott Tänak                      | Toyota Yaris WRC                   | 1 min 32 s 7  | Ott Tänak                     |
| 16 février | SS2      | Hof-Finnskog 1            | 21,26 km | Ott Tänak                      | Toyota Yaris WRC                   | 10 min 32 s 7 | Ott Tänak                     |
| 16 février | SS3      | Svullrya 1                | 24,88 km | Thierry Neuville               | Hyundai i20 Coupe WRC              | 13 min 16 s 4 | Thierry Neuville              |
| 16 février | SS4      | Röjden 1                  | 19,13 km | Andreas Mikkelsen              | Hyundai i20 Coupe WRC              | 10 min 18 s 5 | Thierry Neuville              |
| 16 février | SS5      | Hof-Finnskog 2            | 21,26 km | Hayden Paddon                  | Hyundai i20 Coupe WRC              | 10 min 19 s 5 | Thierry Neuville              |
| 16 février | SS6      | Svullrya 2                | 24,88 km | Craig Breen                    | Citroën C3 WRC                     | 13 min 17 s 3 | Thierry Neuville              |
| 16 février | SS7      | Röjden 2                  | 19,13 km | Craig Breen                    | Citroën C3 WRC                     | 10 min 06 s 1 | Thierry Neuville              |
| 16 février | SS8      | Torsby 1                  | 9,56 km  | Hayden Paddon                  | Hyundai i20 Coupe WRC              | 6 min 23 s 8  | Thierry Neuville              |
| 17 février | SS9      | Torntorp 1                | 19,88 km | Ott Tänak                      | Toyota Yaris WRC                   | 10 min 02 s 0 | Thierry Neuville              |
| 17 février | SS10     | Hagfors 1                 | 23,4 km  | Ott Tänak                      | Toyota Yaris WRC                   | 12 min 58 s 2 | Thierry Neuville              |
| 17 février | SS11     | Vargåsen 1                | 14,21 km | Thierry Neuville               | Hyundai i20 Coupe WRC              | 8 min 35 s 9  | Thierry Neuville              |
| 17 février | SS12     | Torntorp 2                | 19,88 km | Craig Breen                    | Citroën C3 WRC                     | 9 min 55 s 3  | Thierry Neuville              |
| 17 février | SS13     | Hagfors 2                 | 23,4 km  | Thierry Neuville               | Hyundai i20 Coupe WRC              | 12 min 44 s 5 | Thierry Neuville              |
| 17 février | SS14     | Vargåsen 2                | 14,21 km | Thierry Neuville               | Hyundai i20 Coupe WRC              | 8 min 28 s 2  | Thierry Neuville              |
| 17 février | SS15     | SSS Karlstad 2            | 1,9 km   | Ott Tänak                      | Toyota Yaris WRC                   | 1 min 34 s 7  | Thierry Neuville              |
| 17 février | SS16     | Torsby Sprint             | 3,43 km  | Thierry Neuville               | Hyundai i20 Coupe WRC              | 2 min 32 s 7  | Thierry Neuville              |
| 18 février | SS17     | Likenäs 1                 | 21,19 km | Ott Tänak                      | Toyota Yaris WRC                   | 11 min 11 s 8 | Thierry Neuville              |
| 18 février | SS18     | Likenäs 2                 | 21,19 km | Esapekka Lappi                 | Toyota Yaris WRC                   | 11 min 15 s 0 | Thierry Neuville              |
| 18 février | SS19     | Torsby 2 [Super spéciale] | 9,56 km  | Esapekka Lappi                 | Toyota Yaris WRC                   | 6 min 01 s 2  | Thierry Neuville              |
| WRC-2      |          |                           |          |                                |                                    |               |                               |
| 15 février | —        | Skalla [Shakedown]        | 6,86 km  | Mattias Adielsson              | Škoda Fabia R5 (en)                | 4 min 31 s 9  | NC                            |
| 15 février | SS1      | SSS Karlstad 1            | 1,9 km   | Pontus Tidemand                | Škoda Fabia R5 (en)                | 1 min 36 s 8  | Pontus Tidemand               |
| 16 février | SS2      | Hof-Finnskog 1            | 21,26 km | Takamoto Katsuta               | Ford Fiesta R5                     | 11 min 06 s 2 | Takamoto Katsuta              |
| 16 février | SS3      | Svullrya 1                | 24,88 km | Jari Huttunen Takamoto Katsuta | Hyundai i20 R5 Ford Fiesta R5      | 14 min 00 s 9 | Takamoto Katsuta              |
| 16 février | SS4      | Röjden 1                  | 19,13 km | Pontus Tidemand                | Škoda Fabia R5 (en)                | 10 min 57 s 9 | Takamoto Katsuta              |
| 16 février | SS5      | Hof-Finnskog 2            | 21,26 km | Takamoto Katsuta               | Ford Fiesta R5                     | 10 min 54 s 6 | Takamoto Katsuta              |
| 16 février | SS6      | Svullrya 2                | 24,88 km | Takamoto Katsuta               | Ford Fiesta R5                     | 13 min 53 s 0 | Takamoto Katsuta              |
| 16 février | SS7      | Röjden 2                  | 19,13 km | Ole Christian Veiby            | Škoda Fabia R5 (en)                | 10 min 41 s 0 | Takamoto Katsuta              |
| 16 février | SS8      | Torsby 1                  | 9,56 km  | Pontus Tidemand                | Škoda Fabia R5 (en)                | 6 min 41 s 3  | Takamoto Katsuta              |
| 17 février | SS9      | Torntorp 1                | 19,88 km | Pontus Tidemand                | Škoda Fabia R5 (en)                | 10 min 42 s 1 | Pontus Tidemand               |
| 17 février | SS10     | Hagfors 1                 | 23,4 km  | Takamoto Katsuta               | Ford Fiesta R5                     | 13 min 39 s 9 | Takamoto Katsuta              |
| 17 février | SS11     | Vargåsen 1                | 14,21 km | Takamoto Katsuta               | Ford Fiesta R5                     | 8 min 57 s 9  | Takamoto Katsuta              |
| 17 février | SS12     | Torntorp 2                | 19,88 km | Hiroki Arai                    | Ford Fiesta R5                     | 10 min 28 s 6 | Takamoto Katsuta              |
| 17 février | SS13     | Hagfors 2                 | 23,4 km  | Takamoto Katsuta               | Ford Fiesta R5                     | 13 min 32 s 7 | Takamoto Katsuta              |
| 17 février | SS14     | Vargåsen 2                | 14,21 km | Takamoto Katsuta               | Ford Fiesta R5                     | 8 min 52 s 9  | Takamoto Katsuta              |
| 17 février | SS15     | SSS Karlstad 2            | 1,9 km   | Janne Tuohino Takamoto Katsuta | Škoda Fabia R5 (en) Ford Fiesta R5 | 1 min 38 s 7  | Takamoto Katsuta              |
| 17 février | SS16     | Torsby Sprint             | 3,43 km  | Ole Christian Veiby            | Škoda Fabia R5 (en)                | 2 min 37 s 6  | Takamoto Katsuta              |
| 18 février | SS17     | Likenäs 1                 | 21,19 km | Pontus Tidemand                | Škoda Fabia R5 (en)                | 12 min 03 s 1 | Takamoto Katsuta              |
| 18 février | SS18     | Likenäs 2                 | 21,19 km | Takamoto Katsuta               | Ford Fiesta R5                     | 11 min 47 s 8 | Takamoto Katsuta              |
| 18 février | SS19     | Torsby 2                  | 9,56 km  | Jari Huttunen                  | Hyundai i20 R5                     | 6 min 18 s 2  | Takamoto Katsuta              |
| WRC-3      |          |                           |          |                                |                                    |               |                               |
| 15 février | —        | Skalla [Shakedown]        | 6,86 km  | Yuriy Protasov                 | Citroën DS3 R3T                    | 4 min 50 s 9  | NC                            |
| 15 février | SS1      | SSS Karlstad 1            | 1,9 km   | Denis Rådström                 | Ford Fiesta R2T                    | 1 min 48 s 6  | Denis Rådström                |
| 16 février | SS2      | Hof-Finnskog 1            | 21,26 km | Emil Bergkvist                 | Ford Fiesta R2T                    | 12 min 09 s 1 | Emil Bergkvist                |
| 16 février | SS3      | Svullrya 1                | 24,88 km | Denis Rådström                 | Ford Fiesta R2T                    | 15 min 12 s 4 | Denis Rådström                |
| 16 février | SS4      | Röjden 1                  | 19,13 km | Ken Torn                       | Ford Fiesta R2T                    | 11 min 41 s 4 | Emil Bergkvist Denis Rådström |
| 16 février | SS5      | Hof-Finnskog 2            | 21,26 km | Denis Rådström                 | Ford Fiesta R2T                    | 11 min 43 s 5 | Denis Rådström                |
| 16 février | SS6      | Svullrya 2                | 24,88 km | Denis Rådström                 | Ford Fiesta R2T                    | 14 min 58 s 4 | Denis Rådström                |
| 16 février | SS7      | Röjden 2                  | 19,13 km | Ken Torn                       | Ford Fiesta R2T                    | 11 min 30 s 4 | Denis Rådström                |
| 16 février | SS8      | Torsby 1                  | 9,56 km  | Ken Torn                       | Ford Fiesta R2T                    | 7 min 14 s 8  | Emil Bergkvist                |
| 17 février | SS9      | Torntorp 1                | 19,88 km | Denis Rådström                 | Ford Fiesta R2T                    | 11 min 34 s 7 | Denis Rådström                |
| 17 février | SS10     | Hagfors 1                 | 23,4 km  | Taisko Lario                   | Peugeot 208 R2                     | 14 min 54 s 5 | Denis Rådström                |
| 17 février | SS11     | Vargåsen 1                | 14,21 km | Denis Rådström                 | Ford Fiesta R2T                    | 9 min 38 s 4  | Denis Rådström                |
| 17 février | SS12     | Torntorp 2                | 19,88 km | Yuriy Protasov                 | Citroën DS3 R3T                    | 11 min 15 s 1 | Denis Rådström                |
| 17 février | SS13     | Hagfors 2                 | 23,4 km  | Taisko Lario                   | Peugeot 208 R2                     | 14 min 38 s 9 | Denis Rådström                |
| 17 février | SS14     | Vargåsen 2                | 14,21 km | Taisko Lario                   | Peugeot 208 R2                     | 9 min 32 s 1  | Denis Rådström                |
| 17 février | SS15     | SSS Karlstad 2            | 1,9 km   | Emil Bergkvist                 | Ford Fiesta R2T                    | 1 min 48 s 4  | Denis Rådström                |
| 17 février | SS16     | Torsby Sprint             | 3,43 km  | Emilio Fernández               | Ford Fiesta R2T                    | 2 min 52 s 3  | Denis Rådström                |
| 18 février | SS17     | Likenäs 1                 | 21,19 km | Emil Bergkvist                 | Ford Fiesta R2T                    | 13 min 06 s 4 | Denis Rådström                |
| 18 février | SS18     | Likenäs 2                 | 21,19 km | Emil Bergkvist                 | Ford Fiesta R2T                    | 12 min 58 s 9 | Denis Rådström                |
| 18 février | SS19     | Torsby 2                  | 9,56 km  | Ken Torn                       | Ford Fiesta R2T                    | 6 min 49 s 1  | Denis Rådström                |
| WRC Junior |          |                           |          |                                |                                    |               |                               |
| 15 février | —        | Skalla [Shakedown]        | 6,86 km  | Emil Bergkvist                 | Ford Fiesta R2T                    | 4 min 55 s 1  | NC                            |
| 15 février | SS1      | SSS Karlstad 1            | 1,9 km   | Denis Rådström                 | Ford Fiesta R2T                    | 1 min 48 s 6  | Denis Rådström                |
| 16 février | SS2      | Hof-Finnskog 1            | 21,26 km | Emil Bergkvist                 | Ford Fiesta R2T                    | 12 min 09 s 1 | Emil Bergkvist                |
| 16 février | SS3      | Svullrya 1                | 24,88 km | Denis Rådström                 | Ford Fiesta R2T                    | 15 min 12 s 4 | Denis Rådström                |
| 16 février | SS4      | Röjden 1                  | 19,13 km | Ken Torn                       | Ford Fiesta R2T                    | 11 min 41 s 4 | Emil Bergkvist Denis Rådström |
| 16 février | SS5      | Hof-Finnskog 2            | 21,26 km | Denis Rådström                 | Ford Fiesta R2T                    | 11 min 43 s 5 | Denis Rådström                |
| 16 février | SS6      | Svullrya 2                | 24,88 km | Denis Rådström                 | Ford Fiesta R2T                    | 14 min 58 s 4 | Denis Rådström                |
| 16 février | SS7      | Röjden 2                  | 19,13 km | Ken Torn                       | Ford Fiesta R2T                    | 11 min 30 s 4 | Denis Rådström                |
| 16 février | SS8      | Torsby 1                  | 9,56 km  | Ken Torn                       | Ford Fiesta R2T                    | 7 min 14 s 8  | Emil Bergkvist                |
| 17 février | SS9      | Torntorp 1                | 19,88 km | Denis Rådström                 | Ford Fiesta R2T                    | 11 min 34 s 7 | Denis Rådström                |
| 17 février | SS10     | Hagfors 1                 | 23,4 km  | Denis Rådström                 | Ford Fiesta R2T                    | 14 min 57 s 0 | Denis Rådström                |
| 17 février | SS11     | Vargåsen 1                | 14,21 km | Denis Rådström                 | Ford Fiesta R2T                    | 9 min 38 s 4  | Denis Rådström                |
| 17 février | SS12     | Torntorp 2                | 19,88 km | Denis Rådström                 | Ford Fiesta R2T                    | 11 min 19 s 2 | Denis Rådström                |
| 17 février | SS13     | Hagfors 2                 | 23,4 km  | Emil Bergkvist                 | Ford Fiesta R2T                    | 14 min 39 s 0 | Denis Rådström                |
| 17 février | SS14     | Vargåsen 2                | 14,21 km | Denis Rådström                 | Ford Fiesta R2T                    | 9 min 32 s 8  | Denis Rådström                |
| 17 février | SS15     | SSS Karlstad 2            | 1,9 km   | Emil Bergkvist                 | Ford Fiesta R2T                    | 1 min 48 s 4  | Denis Rådström                |
| 17 février | SS16     | Torsby Sprint             | 3,43 km  | Emilio Fernández               | Ford Fiesta R2T                    | 2 min 52 s 3  | Denis Rådström                |
| 18 février | SS17     | Likenäs 1                 | 21,19 km | Emil Bergkvist                 | Ford Fiesta R2T                    | 13 min 06 s 4 | Denis Rådström                |
| 18 février | SS18     | Likenäs 2                 | 21,19 km | Emil Bergkvist                 | Ford Fiesta R2T                    | 12 min 58 s 9 | Denis Rådström                |
| 18 février | SS19     | Torsby 2                  | 9,56 km  | Ken Torn                       | Ford Fiesta R2T                    | 6 min 49 s 1  | Denis Rådström                |

### Super spéciale
La super spéciale est une spéciale de 9,56 km courue à la fin du rallye.
| Pos. | Pilote            | Copilote         | Voiture               | Temps        | Diff.  | Pts. |
| ---- | ----------------- | ---------------- | --------------------- | ------------ | ------ | ---- |
| 1    | Esapekka Lappi    | Janne Ferm       | Toyota Yaris WRC      | 6 min 01 s 2 | 0 s 0  | 5    |
| 2    | Sébastien Ogier   | Julien Ingrassia | Ford Fiesta WRC       | 6 min 02 s 5 | +1 s 3 | 4    |
| 3    | Andreas Mikkelsen | Anders Jæger     | Hyundai i20 Coupe WRC | 6 min 03 s 1 | +1 s 9 | 3    |
| 4    | Thierry Neuville  | Nicolas Gilsoul  | Hyundai i20 Coupe WRC | 6 min 04 s 4 | +3 s 2 | 2    |
| 5    | Ott Tänak         | Martin Järveoja  | Toyota Yaris WRC      | 6 min 06 s 4 | +5 s 2 | 1    |

## Classements aux championnats après l'épreuve
| WRC        |      |                          |        |
|            | Pos. | Pilote                   | Points |
| 4          | 1    | Thierry Neuville         | 41     |
| 1          | 2    | Sébastien Ogier          | 31     |
|            | 3    | Jari-Matti Latvala       | 23     |
| 2          | 4    | Esapekka Lappi           | 23     |
| 3          | 5    | Ott Tänak                | 21     |
| WRC-2      |      |                          |        |
|            | Pos. | Pilote                   | Points |
|            | 1    | Jan Kopecký              | 25     |
|            | 2    | Takamoto Katsuta         | 25     |
| 1          | 3    | Eddie Sciessere          | 18     |
|            | 4    | Pontus Tidemand          | 18     |
| 2          | 5    | Teemu Suninen            | 15     |
| WRC-3      |      |                          |        |
|            | Pos. | Pilote                   | Points |
|            | 1    | Enrico Brazzoli          | 25     |
|            | 2    | Denis Rådström           | 25     |
|            | 3    | Taisko Lario             | 19     |
| 2          | 4    | Amaury Molle             | 18     |
|            | 5    | Emil Bergkvist           | 18     |
| WRC Junior |      |                          |        |
|            | Pos. | Pilote                   | Points |
|            | 1    | Denis Rådström           | 34     |
|            | 2    | Emil Bergkvist           | 23     |
|            | 3    | Julius Tannert           | 15     |
|            | 4    | Jean-Baptiste Franceschi | 12     |
|            | 5    | Terry Folb               | 10     |

| WRC        |      |                   |        |
|            | Pos. | Copilote          | Points |
| 4          | 1    | Nicolas Gilsoul   | 41     |
| 1          | 2    | Julien Ingrassia  | 31     |
|            | 3    | Miikka Anttila    | 23     |
| 2          | 4    | Janne Ferm        | 23     |
| 3          | 5    | Martin Järveoja   | 21     |
| WRC-2      |      |                   |        |
|            | Pos. | Copilote          | Points |
|            | 1    | Pavel Dresler     | 25     |
|            | 2    | Marko Salminen    | 25     |
| 1          | 3    | Flavio Zanella    | 18     |
|            | 4    | Jonas Andersson   | 18     |
| 2          | 5    | Mikko Markkula    | 15     |
| WRC-3      |      |                   |        |
|            | Pos. | Copilote          | Points |
|            | 1    | Luca Beltrame     | 25     |
|            | 2    | Johan Johansson   | 25     |
|            | 3    | Tatu Hämäläinen   | 19     |
| 2          | 4    | Renaud Herman     | 18     |
|            | 5    | Ola Fløene        | 18     |
| WRC Junior |      |                   |        |
|            | Pos. | Copilote          | Points |
|            | 1    | Johan Johansson   | 34     |
|            | 2    | Ola Fløene        | 23     |
|            | 3    | Jürgen Heigl      | 15     |
|            | 4    | Romain Courbon    | 12     |
|            | 5    | Christopher Guieu | 10     |

| WRC   |      |                             |        |
|       | Pos. | Constructeur                | Points |
| 3     | 1    | Hyundai Shell Mobis WRT     | 54     |
|       | 2    | Toyota Gazoo Racing WRT     | 53     |
|       | 3    | Citroën Total Abu Dhabi WRT | 46     |
| 3     | 4    | M-Sport Ford WRT            | 43     |
| WRC-2 |      |                             |        |
|       | Pos. | Équipe                      | Points |
|       | 1    | Škoda Motorsport II         | 25     |
|       | 2    | Tommi Mäkinen Racing        | 25     |
| 1     | 3    | M-Sport Ford WRT            | 18     |
|       | 4    | Škoda Motorsport            | 18     |
|       | 5    | Toksport WRT                | 15     |
| WRC-3 |      |                             |        |
|       | Pos. | Équipe                      | Points |
|       | 1    | ADAC Sachsen                | 25     |
|       | 2    | Go+Cars Atlas Ward          | 18     |
|       | 3    | ACI Team Italia             | 15     |
|       | 4    | OT Racing                   | 12     |